# Victor Clappier
Pour les articles homonymes, voir Clappier.
Victor Marius César Clappier est un juriste et homme politique français, né le 1er juin 1804 à Moustiers-Sainte-Marie (Basses-Alpes) et décédé le 6 avril 1877  à La Garde (Var).

## Biographie
Victor Marius César Clappier naît le 12 prairial an XII (1er juin 1804) à Moustiers. Il est le fils d'Antoine Joseph Bruno César Clappier, receveur du district de Digne, juge de paix, et de son épouse, Marie Françoise Catherine de Gaudemar. 
Son père l'envoie étudier le droit à Paris. Après l'obtention de sa licence le 27 août 1825, il se rapproche de son village natal pour effectuer un stage au Tribunal de première instance de Marseille où son certificat d'assiduité a été signé par le bâtonnier de l'ordre.
En raison du déclin économique et du peu de débouchés dans la région de Moustiers-Sainte-Marie, Victor Clappier s'installe à Toulon devenue la "seconde de Provence", deuxième port de guerre et important port marchand où il occupera la fonction d'avocat avoué près le Tribunal de Grande Instance de Toulon. Il occupera cette fonction jusqu'en 1836.
Par la suite, Victor Clappier intègre le Tribunal d'instance de Toulon en qualité de juge suppléant en 1838, de juge en 1839 puis de président du tribunal en 1842.
En parallèle, Victor Clappier est élu député du 2e collège du Var (Toulon) en 1839 aux côtés d'Alphonse Denis et de Frédéric Portalis et siégeant avec le tiers-parti.
En sa qualité de député, il a largement œuvré pour trouver les financements nécessaires à l'agrandissement du port de Toulon entre 1850 et 1880, raison pour laquelle, par délibération du Conseil municipal du 5 juillet 1869 ratifié par décret impérial du 31 juillet de la même année, une rue Victor Clappier dans la "nouvelle partie de la ville" est nommée en son honneur.
En tant que président du Tribunal de Toulon et dans un cahier daté de 1844 et rédigé par Victor Clappier, on découvre ses nombreuses propositions de réformes des institutions. Après une étude comparative du droit anglais, il explique les trois intérêts à respecter : celui du pauvre dont il constate l'indigence et le bon droit, celui des tiers et celui du fisc. Il y retrace le rôle de chacun, du greffier à l'avocat. Dans cette étude, il prône notamment l'affichage du rôle ou plumitif avant les audiences, c'est-à-dire la liste des affaires à plaider, ainsi que l'exigence pour chaque magistrat de procéder à un rapport écrit des audiences. Il insistera également sur le rôle primordial de la conciliation. 
En 1857, Victor Clappier est promu premier président de la Cour d'appel d'Aix-en-Provence. Il est nommé conseiller à la Cour d'appel de Paris en juin 1863, avant d'être admis à la retraite en 1874.
Le 6 avril 1877, Victor Clappier décède à La Garde à la suite d'un malaise et à l'âge de 72 ans. Il est enterré dans le caveau de la famille Clappier à Moustiers.

## Distinctions
- Chevalier de la Légion d'honneur (28 septembre 1852)[4]